# Moschiola
A Moschiola az emlősök (Mammalia) osztályának párosujjú patások (Artiodactyla) rendjébe, ezen belül a kancsilfélék (Tragulidae) családjába tartozó nem.

## Tudnivalók
A Moschiola-fajok előfordulási területei Srí Lankán, Indiában és talán Nepálban is megtalálhatóak. A Tragulus-fajoktól eltérően, csíkosak és pettyesek, nem pedig egyszínűek. Korábban ebben a nemben, csak egy fajt tartottak számon, a Moschus meminna-t, amelyet még korábban Tragulus-ként kezeltek. A 21. század elején, a biológusok rájöttek, hogy a Moschus meminna nevű állat nem egy fajt alkot, hanem három különbözőt.

## Rendszerezés
A nembe az alábbi 3 élő faj tartozik:
- indiai kancsil (Moschiola indica) (J. E. Gray, 1852) - korábban azonosnak tartották a M. meminna-val
- sárgacsíkos kancsil(Moschiola kathygre) (Groves & Meijaard, 2005) - korábban azonosnak tartották a M. meminna-val
- Srí Lanka-i kancsil (Moschiola memmina) (Erxleben, 1777) - típusfaj

## Fordítás
- Ez a szócikk részben vagy egészben  a   Moschiola című angol Wikipédia-szócikk ezen változatának fordításán alapul.  Az eredeti cikk szerkesztőit annak laptörténete sorolja fel. Ez a jelzés csupán a megfogalmazás eredetét és a szerzői jogokat jelzi, nem szolgál a cikkben szereplő információk forrásmegjelöléseként.